# Ducele Johann Albert de Mecklenburg
Ducele Johann Albert de Mecklenburg (germană Herzog Johann Albrecht zu Mecklenburg; 8 decembrie 1857 – 16 februarie 1920) a fost membru al Casei de Mecklenburg-Schwerin. A fost regent a două state a Imperiului german. Prima dată din 1897 până în 1901 a fost regent al Marelui Ducat de Mecklenburg-Schwerin pentru nepotul său Frederic Francisc al IV-lea, Mare Duce de Mecklenburg și a doua oară din 1907 până în 1913 a fost regent al Ducatului de Brunswick.

## Primii ani
Ducele Johann Albert de Mecklenburg s-a născut la Schwerin ca la cincilea copil al lui Frederic Francisc al II-lea, Mare Duce de Mecklenburg și a primei soții a acestuia, Prințesa Augusta de Reuss-Köstritz (1822–1862). Ducele Johann Albert a urmat o carieră în armata prusacă și era cunoscut pentru dragostea lui pentru sporturi.

## Regența

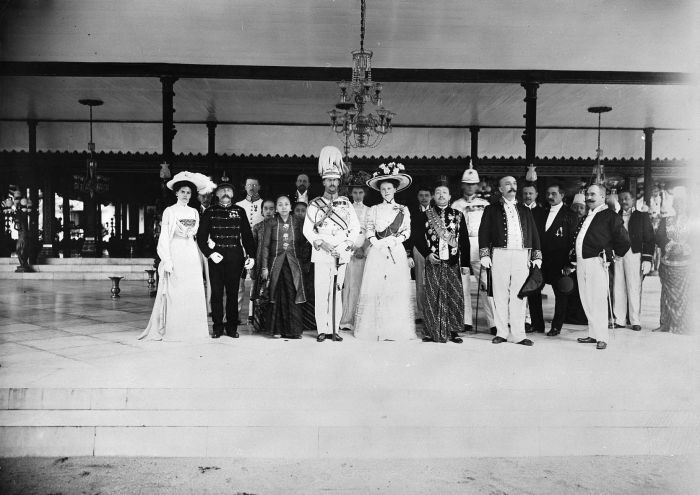
Ducele Johann Albert de Mecklenburg, regent al Ducatului Brunswick, în timpul unei vizite cu Pakubuwono X al Surakarta, 1910.

În urma decesului fratelui său Frederic Francisc al III-lea, Mare Duce de Mecklenburg la 10 aprilie 1897, Ducele Johann Albert a fost numit regent în timpul minoratului nepotului său, Frederic Francisc al IV-lea, Mare Duce de Mecklenburg, după ce fratele său mai mare Ducele Paul Friedrich a renunțat la pretenția sa asupra regenței. 
A domnit ca regent până când nepotul său a atins vârsta majoratului la 9 aprilie 1901 și a preluat controlul asupra Marelui Ducat.
La 28 mai 1907 Ducele Johann Albert a fost ales regent al Ducatului Brunswick în urma decesului Prințului Albert al Prusiei; a ajuns în Brunswick la 5 iunie 1907.

## Căsătorii
Johann Albert s-a căsătorit de două ori, întâi la Weimar la 6 noiembrie 1886 cu Prințesa Elisabeta Sybille de Saxa-Weimar-Eisenach (1854–1908) fiica lui Karl Alexandru, Mare Duce de Saxa-Weimar-Eisenach. 
A doua oară s-a căsătorit la Brunswick la 15 decembrie 1909 cu Prințesa Elisabeta de Stolberg-Rossla (1885–1969). Nu a avut copii din nici una dintre căsătorii.